# آرتور داربی
آرتور داربی (انگلیسی: Arthur Darby; ۹ ژانویهٔ ۱۸۷۶ – ۱۶ ژانویهٔ ۱۹۶۰) بازیکن راگبی ۱۵ نفره اهل بریتانیا بود.